# Brevrostrophora fuscoterga
Brevrostrophora fuscoterga är en tvåvingeart som beskrevs av Ronald Henry Lambert Disney 1997. Brevrostrophora fuscoterga ingår i släktet Brevrostrophora och familjen puckelflugor.
Artens utbredningsområde är Taiwan. Inga underarter finns listade i Catalogue of Life.